# Episodi di Ricomincio... dai miei
La prima stagione della serie televisiva Ricomincio... dai miei viene trasmessa in prima visione negli Stati Uniti d'America su ABC dal 3 aprile 2013.
In Italia la serie andrà in onda dal 17 ottobre 2013 su Fox.
| nº | Titolo originale                                        | Titolo italiano             | Prima TV USA   | Prima TV Italia  |
| -- | ------------------------------------------------------- | --------------------------- | -------------- | ---------------- |
| 1  | Pilot                                                   | Ritorno a casa              | 3 aprile 2013  | 17 ottobre 2013  |
| 2  | How to Get Off the Couch                                | Come alzarsi dal divano     | 10 aprile 2013 | 24 ottobre 2013  |
| 3  | How to Live With the Academy Awards Party               | Come presentarsi agli Oscar | 17 aprile 2013 | 31 ottobre 2013  |
| 4  | How to Not Screw Up Your Kid                            | Come rovinare tua figlia    | 24 aprile 2013 | 7 novembre 2013  |
| 5  | How to Run the Show                                     | Come far funzionare le cose | 1º maggio 2013 | 14 novembre 2013 |
| 6  | How to Fix Up Your Ex                                   | Come sistemare il tuo ex    | 8 maggio 2013  | 21 novembre 2013 |
| 7  | How to Stand On Your Own Two Feet                       | Come farcela da soli        | 15 maggio 2013 | 28 novembre 2013 |
| 8  | How to Live With Your Parents for the Rest of Your Life | Come riunire una famiglia   | 22 maggio 2013 | 5 dicembre 2013  |
| 9  | How to Get Involved                                     | Come farsi coinvolgere      | 29 maggio 2013 | 12 dicembre 2013 |
| 10 | How to Have a Play Date                                 | Come fare un doposcuola     | 5 giugno 2013  | 19 dicembre 2013 |
| 11 | How to Not Waste Money                                  | Come non sprecare il denaro | 12 giugno 2013 | 26 dicembre 2013 |
| 12 | How to Help the Needy                                   | Come aiutare i bisognosi    | 19 giugno 2013 | 2 gennaio 2014   |
| 13 | How to Be Gifted                                        | Come essere un talento      | 26 giugno 2013 | 9 gennaio 2014   |